# 人字果
人字果（学名：Dichocarpum sutchuenense），为毛茛科人字果属下的一个植物种。